# Ruyigi

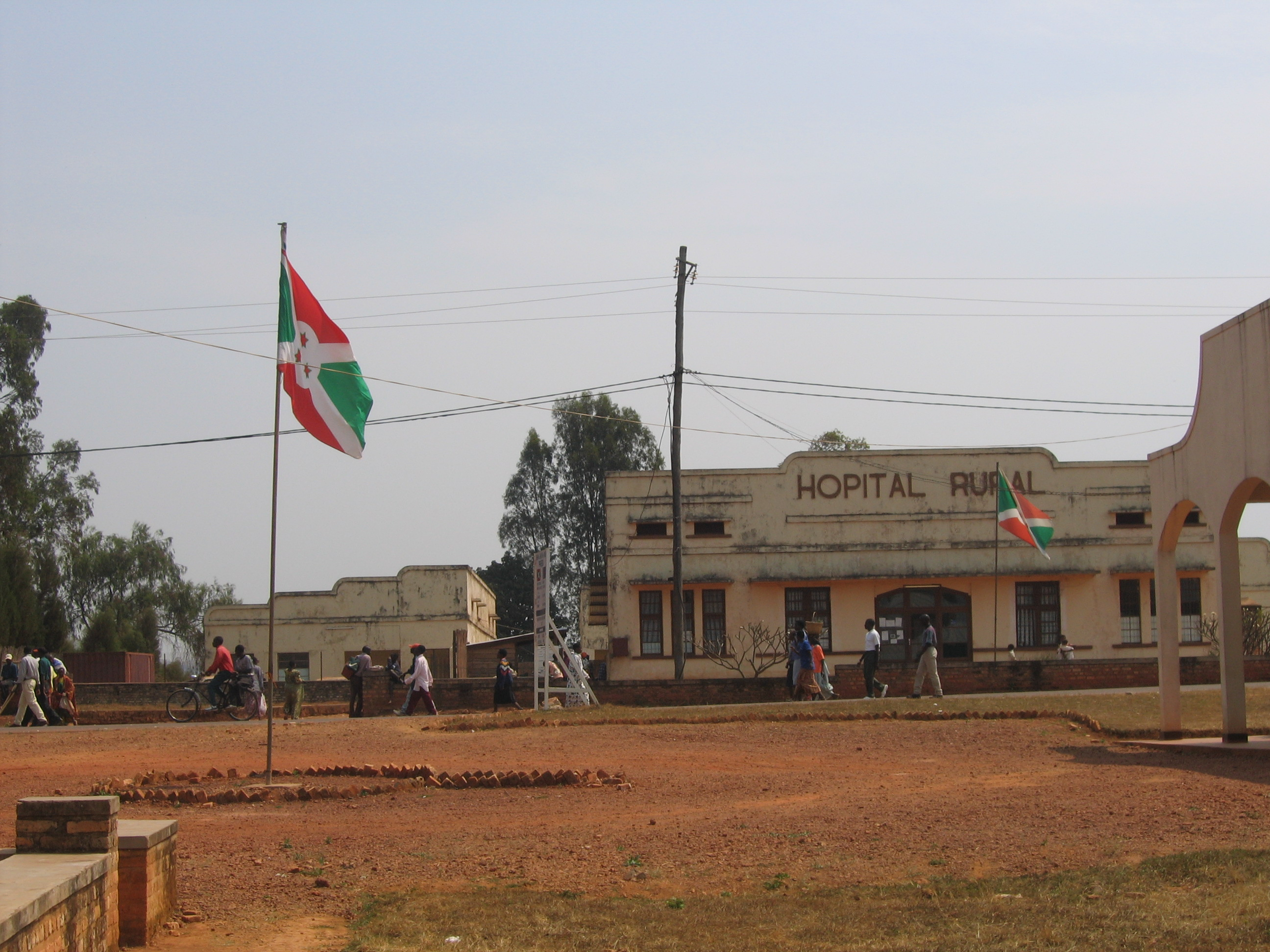
Krankenhaus

Ruyigi ist eine Stadt in Burundi. Sie ist Hauptstadt der gleichnamigen Provinz Ruyigi. 2007 hatte Ruyigi etwa 40.000 Einwohner.
Ruyigi ist Sitz des Bistums Ruyigi.